# Simon Herrmann
Simon Herrmann (* 4. April 1985 in Bruchsal) ist ein deutscher Wasserskisportler.
Schon während seiner Schulzeit an der IGS-Fürstenau und den BBS-Bersenbrück machte er als Nachwuchssportler durch zahlreiche nationale und internationale Erfolge auf sich aufmerksam. Bereits 1998 – als 13-Jähriger – wurde er in die Jugend-Nationalmannschaft des Deutschen Wasserskiverbandes berufen und bestritt in Cany (Frankreich) seinen ersten internationalen Wettkampf und belegte dort auf Anhieb den vierten Platz.
Seit 1998 ist Herrmann auf nationalen und internationalen Wettkämpfen für Deutschland aktiv. Er ist vielfacher Deutscher Meister und Europameister im Wasserski-Slalom. 2008 errang Herrmann in London den Weltmeistertitel im Slalom.
2011 – seine bisher erfolgreichste Saison – krönte Simon Herrmann bei der EM im türkischen Antalya mit einem Fabelweltrekord im Wasserski-Slalom (2 Bojen an der 9,50 Meter-Leine) und dem Gewinn einer weiteren Europameisterschaft. Eine besondere Anerkennung erfuhr der inzwischen 27-Jährige dann im Dezember 2011, als er vom Internationalen Wasserskiverband zum Welt-Wasserskifahrer gewählt wurde.
In Deutschland gilt der Wasserskisport immer noch als Randsportart. Umso überraschender war seine Nominierung zur Wahl zum Sportler des Jahres des Landes Niedersachsen 2008. Nicht zuletzt dank der Unterstützung der Gemeinde Fürstenau und seiner ehemaligen Schule wurde er Zweiter und konnte sich vor bekannten Sportgrößen wie Olympiasieger Andreas Dibowski (Vielseitigkeitsreiten) und dem Fußballer des VfL Wolfsburg Marcel Schäfer platzieren.
In den Jahren 2003, 2004 und 2008 wurde Herrmann zu Deutschlands Wasserskisportler des Jahres gewählt und eine ganz besondere Ehre wurde ihm bereits im Jahre 2004 zuteil, als er sich im Rahmen einer Feierstunde ins Goldene Buch der Stadt Fürstenau eintragen durfte. 2010 erfolgte aufgrund seiner internationalen Erfolge die Aufnahme in das Ehrenportal des Niedersächsischen Instituts für Sportgeschichte.